# Valeria de vectigalibus
La lex Valeria de vectigalibus va ser una llei proposada per Publi Valeri Publícola potser l'any 507 aC, que establia que els més pobres quedaven exempts del pagament de l'impost de vectigàlia.